# Aeroporto Internacional de Manaus
Aeroporto Internacional de Manaus / Eduardo Gomes (IATA: MAO, ICAO: SBEG) é um aeroporto internacional localizado no município de Manaus, capital do estado do Amazonas. É o maior aeroporto em capacidade operacional da Região Norte do Brasil, podendo receber até 13,5 milhões de passageiros anualmente e um dos mais movimentados do país no transporte de mercadorias, respondendo por 28,71% de todo o movimento de cargas gerenciadas pela Infraero no país em 2018. Em 2019, movimentou 2 971 583 passageiros, sendo o 17.º aeroporto mais movimentado do país. Atualmente, oito companhias aéreas operam no aeroporto, ligando Manaus a vários países, além das rotas domésticas. Está localizado na Zona Oeste da cidade, mais precisamente no bairro Tarumã, distante 14 km do Centro Histórico.
Inaugurado em 1976, foi o primeiro aeroporto da rede Infraero a ter pontes de embarque e todo sistema automatizado, fazendo com que se tornasse o mais moderno do país na época. Com uma área de 14 quilômetros quadrados, o complexo aeroportuário conta com dois terminais de passageiros, um para atender a aviação regular e outro, a aviação regional. Também dispõe de um complexo de logística de carga, que foi implantado em três etapas, sendo o Terminal de Logística 1, inaugurado em 1976, o Terminal de Logística 2, em 1980 e o Terminal de Logística 3, em 2004.
Foi batizado com o nome de Eduardo Gomes, marechal-do-ar e patrono da Força Aérea Brasileira. Em 2012, uma portaria da Agência Nacional de Aviação Civil (ANAC), alterou e renovou a inscrição do aeródromo em seu cadastro. A partir de então, passou a denominar-se Aeroporto Internacional de Manaus / Eduardo Gomes.
Em 2019, o aeroporto ganhou um voo semanal direto para Orlando, nos Estados Unidos, operado pela Gol Linhas Aéreas, que se somou à lista de roteiros internacionais disponíveis a partir do terminal manauara como Puerto Ordaz, Cidade do Panamá e Miami/Fort Lauderdale. Em 27 de julho de 2024, a companhia de bandeira portuguesa TAP Air Portugal anunciou o retorno as operações em Manaus, em uma extensão do voo que já atendia Belém. O complexo aeroportuário foi concedido à iniciativa privada em 7 de abril de 2021 para o grupo francês Vinci Airports durante o período de 30 anos.

## História
Para a instalação de um complexo aeroportuário em Manaus, foi realizada uma avaliação econômica das diversas alternativas de localização do aeroporto que abrangeu não só os custos de construção, mas também os de operação, inclusive os custos de transporte terrestre dos passageiros entre a cidade e o aeroporto. Foi então escolhida a área localizada nas vizinhanças do igarapé Tarumã-Açu, onde atualmente se encontra o bairro Tarumã.

### Cronologia
1968 - Visando o desenvolvimento e uma maior integração da região amazônica, o Ministério da Aeronáutica constituiu um grupo de trabalho para estudar e propor uma solução para que o novo Aeroporto Internacional de Manaus atendesse os requisitos de aeronaves de diferentes portes, dentro das normas estabelecidas pelas entidades internacionais reguladoras. O grupo, criado em 1968, era responsável por todos os trabalhos de coordenação relacionados ao desenvolvimento do aeroporto.
1972 - O Decreto nº 70.319 de 23 de março de 1972 criou a Comissão Coordenadora do Projeto Aeroporto Internacional de Manaus, incumbida de coordenar todos os trabalhos relativos ao projeto e à construção do complexo aeroportuário.
O Governo do Estado do Amazonas, por meio do Decreto nº 2.399 de 1 de novembro de 1972, formalizou a doação à União de uma área de 8.025.618.3025 metros quadrados de terras devolutas do patrimônio estadual, para que nela fosse construído o aeroporto. O aeroporto foi construído seguindo os mais avançados padrões da aviação civil da época. Por décadas permaneceu como um dos mais modernos complexos aeroportuários brasileiros. O terminal de passageiros 1, com estrutura em concreto armado, foi o primeiro do país a operar com  pontes de embarque e desembarque de passageiros.
1976 - Em 26 de março de 1976, em cerimônia presidida pelo então presidente da República Ernesto Geisel, foi inaugurado o Aeroporto Internacional de Manaus / Eduardo Gomes, sob responsabilidade técnica, administrativa e operacional da Infraero. Foi o primeiro da Rede Infraero a ter pontes de embarque e todo sistema automatizado, fazendo com que se tornasse o mais moderno do país na época de sua inauguração.
1985 - Para atender a demanda crescente da aviação regional, foi construído o Terminal de Passageiros 2, o Eduardinho, inaugurado em 12 de março de 1985. O novo terminal foi construído em uma área anexa ao Terminal de Passageiros 1. O Eduardinho dispõe de completa infraestrutura para atender os passageiros da aviação regional, fundamental para a integração da Região Amazônica. Ele dispõe de uma sala de embarque e uma sala de desembarque, sala vip e em seu saguão oferece aos usuários os seguintes serviços e produtos, como balcão de informações, serviços bancários, guarda-volumes, locadora de veículos, lanchonete, táxis especiais e banca de revista. A média diária de operações de voos é de 110, entre pousos e decolagens.
2004 - O Terminal de Logística 3 foi inaugurado em 14 de dezembro de 2004, com a presença do presidente da República Luiz Inácio Lula da Silva, elevando a capacidade de armazenagem do aeroporto. Ao longo de sua existência, o SBEG recebeu obras que proporcionaram melhorias em suas instalações, como recapeamento da pista de pouso, ampliação do pátio de estacionamento de aeronaves do Terminal de Passageiros 1, recuperação do pátio do Terminal de Logística e construção da via de acesso para os Carros de Combate à Incêndio (CCI), modernização do saguão e adequação da infraestrutura para atendimento aos portadores de necessidades especiais. 

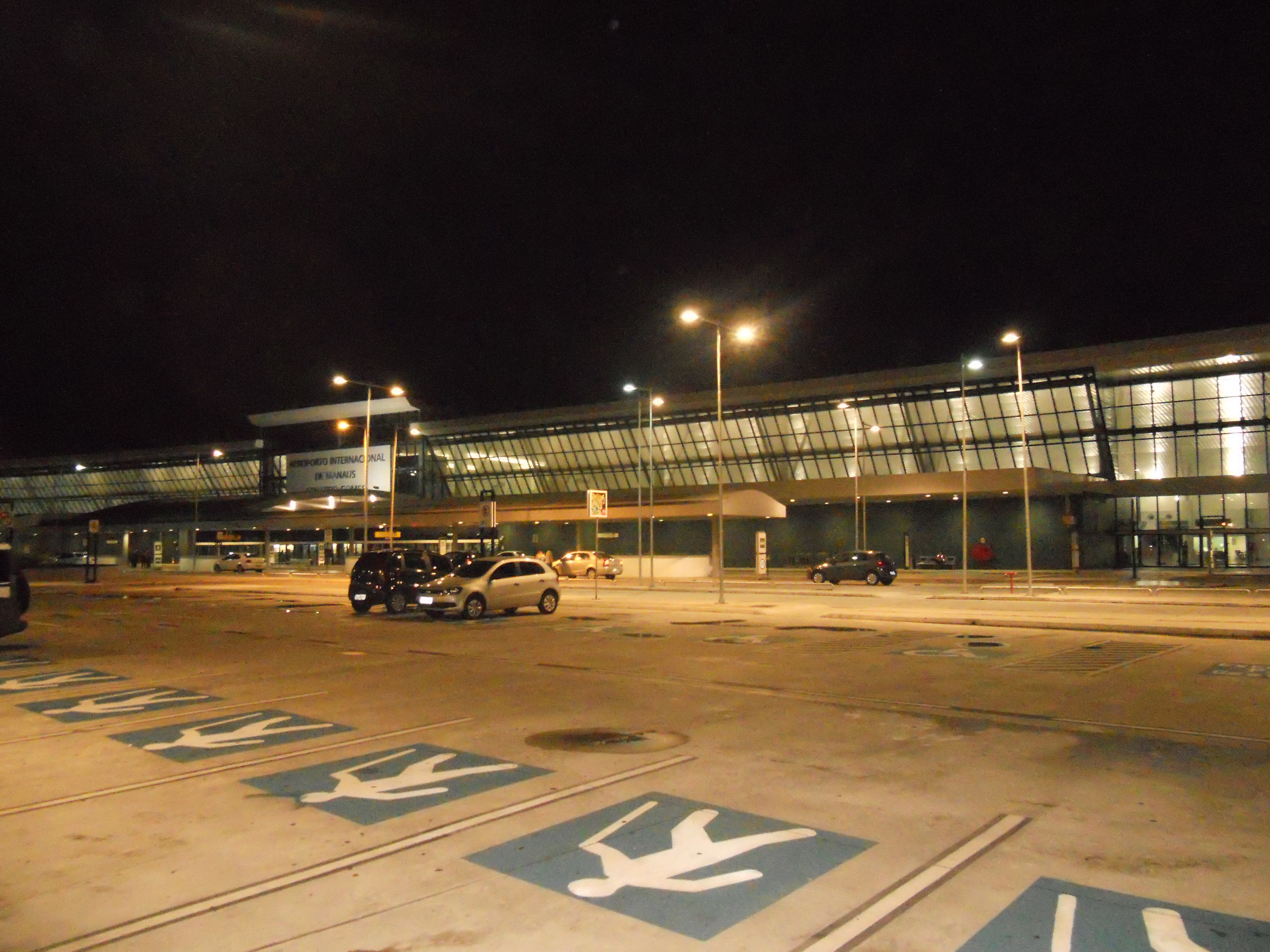
Fachada do aeroporto durante a noite.

2011 - Em novembro de 2011 foram iniciadas as obras de reforma, ampliação e modernização do Aeroporto Internacional de Manaus – Eduardo Gomes. Com as melhorias entregues, o aeroporto recebeu dois níveis operacionais, aumentando áreas de embarque, desembarque e saguão.
2015 - No dia 16 de janeiro de 2015, o Aeroporto Internacional de Manaus – Eduardo Gomes recebeu o certificado operacional concedido pela Agência Nacional de Aviação Civil (ANAC). O objetivo da certificação é validar a capacidade do operador do aeródromo para executar os procedimentos constantes no Manual de Operações do Aeródromo, bem como a sua organização, visando à segurança operacional no sítio aeroportuário. Com a autorização, o aeroporto pode ser utilizado regularmente por quaisquer aeronaves compatíveis com o código de referência 4E ou inferior, permitidas as operações da aeronave Boeing 747-8F.
2016 - O aeroporto é eleito o melhor do país na categoria que reúne terminais com capacidade até 5 milhões de passageiros ao ano. No critério Satisfação Geral do Passageiro, o aeroporto conquistou a nota média de 4,24, em uma escala de 1 a 5.
2021 - No dia 7 de abril de 2021, o Aeroporto Internacional de Manaus foi concedido à iniciativa privada via leilão. O grupo francês Vinci Airports, que ganhou o direito de administrar, pelos próximos 30 anos, um total de sete aeroportos na região Norte – Manaus (AM), Porto Velho (RO), Rio Branco (AC), Boa Vista (RR), Cruzeiro do Sul (AC), Tabatinga (AM) e Tefé (AM).
2022 - A partir dos primeiros minutos do dia 11 de janeiro de 2022, a Vinci assumiu as operações do aeroporto de Manaus, através de um Contrato de Concessão com duração de 30 anos, assinado com a Agência Nacional de Aviação Civil. A partir do final do último trimestre de 2022. O aeroporto entrou em reforma que se estendeu até o início de 2024. Com a melhoria da sala de embarque e ampliação do aeroporto, também foi feita a retirada das aeronaves abandonadas para a construção de um novo pátio para aeronaves que pernoitam no aeroporto.

## Infraestrutura

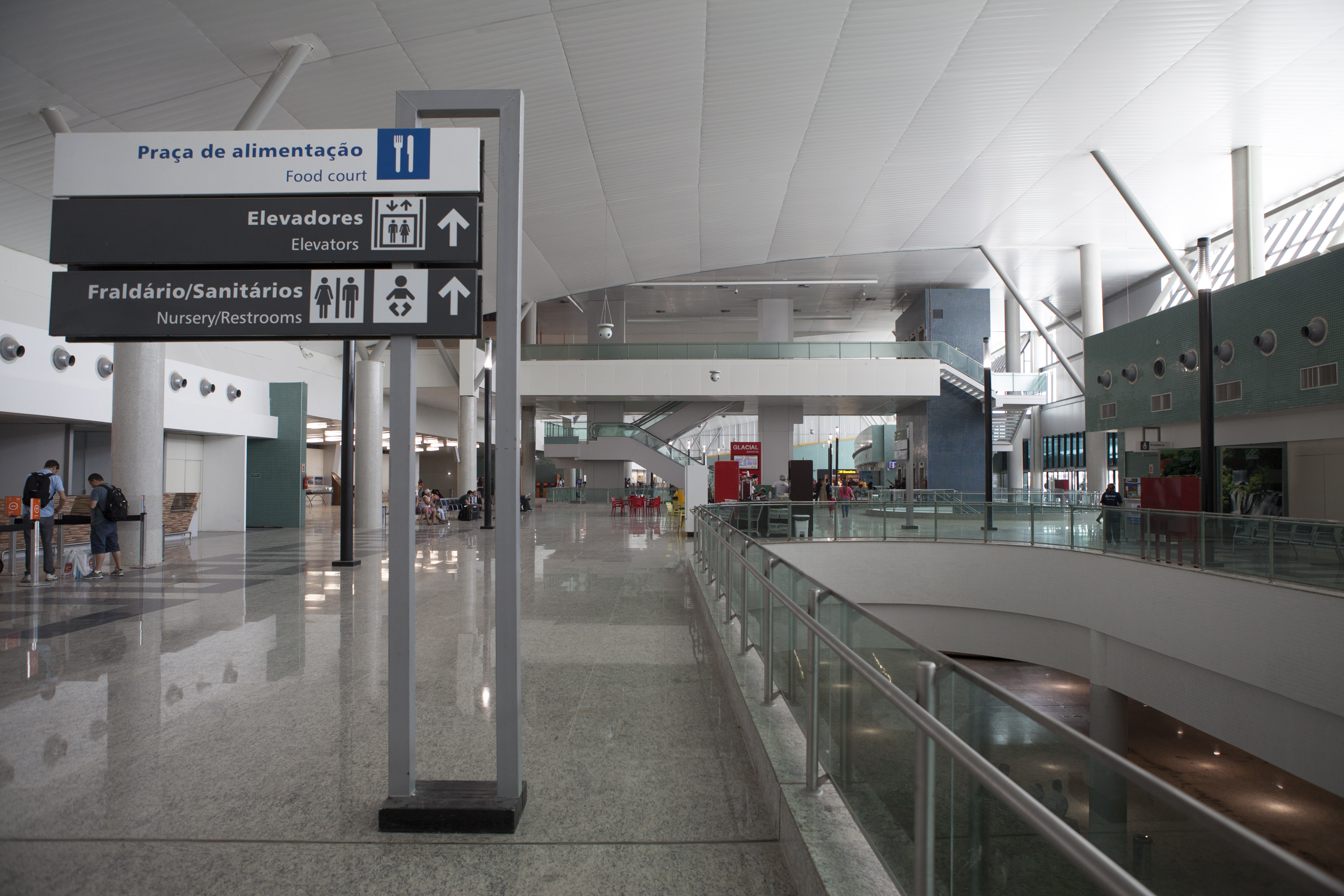
Interior do terminal 1 (TPS1).

O sítio aeroportuário possui mais de 14 milhões de metros quadrados. Conta com pista única (11/29) para pousos e decolagens, com dimensões de 2700 x 45 m, dois terminais de passageiros, além de três terminais de carga aérea (TECA).

### Terminal 1

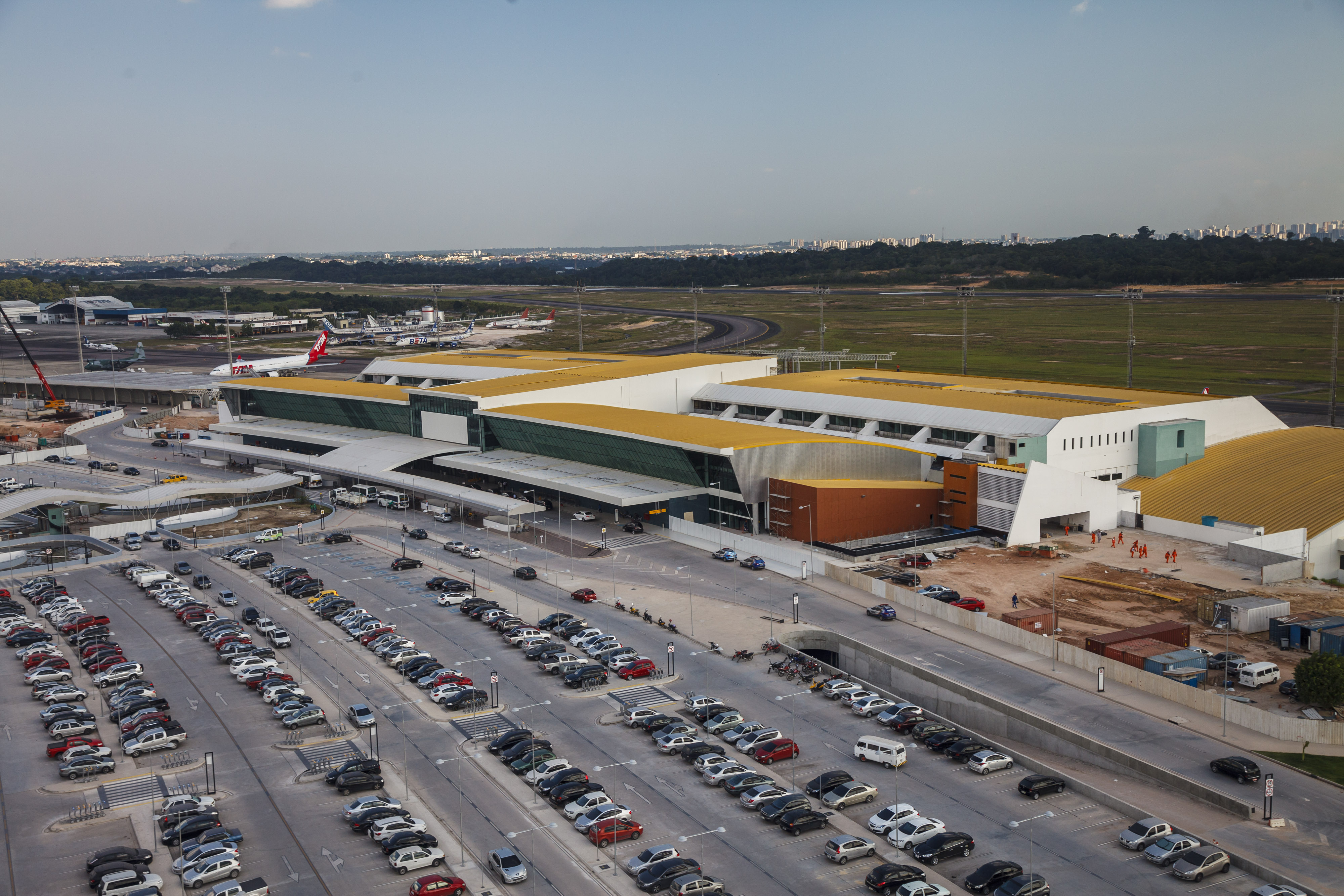
Vista aérea do terminal 1 junto com o estacionamento.

O Terminal 1, inaugurado em 1976, é o mais antigo dos dois terminais de passageiros. Passou por uma severa reforma entre 2011 e 2015. Sua área foi totalmente ampliada, passou de 39,4 mil m² para 97,25 mil m². A capacidade aumentou de 6,4 para 13,5 milhões de passageiros por ano. O destaque da reforma é a divisão do aeroporto em dois níveis: o inferior para desembarque e o térreo para embarque, aumentando o meio fio disponível para a entrada ou saída de passageiros.
O Terminal possui 133 pontos comerciais, 87 balcões de check-in, 16 elevadores sociais, 13 escadas rolantes, 8 pontes de embarque/desembarque, sendo 3 móveis. São 2.670 vagas de estacionamento nos dois primeiros níveis, sendo 188 reservadas para idosos, gestantes e portadores de necessidades especiais. Os elevadores, escadas rolantes e o piso tátil complementam o atendimento às normas de acessibilidade.

### Terminal 2
O Terminal 2, também passou por uma reforma entre 2013-2015. Teve sua área aumentada de 3,6 mil m² para 6,9 mil m². A capacidade também aumentou, de 540 mil para 2 milhões de passageiros por ano.
O Aeroporto ganhou Sala VIP, fraldário, praça de alimentação, centro bancário e climatização. A sala de desembarque ganhou uma esteira rolante e o saguão de embarque/desembarque foi aumentado para 1.031 m².
O Terminal 2 possui 235 vagas no estacionamento, e ganhou lojas de conveniência e locadoras de veículos.

### Terminais de logística de carga

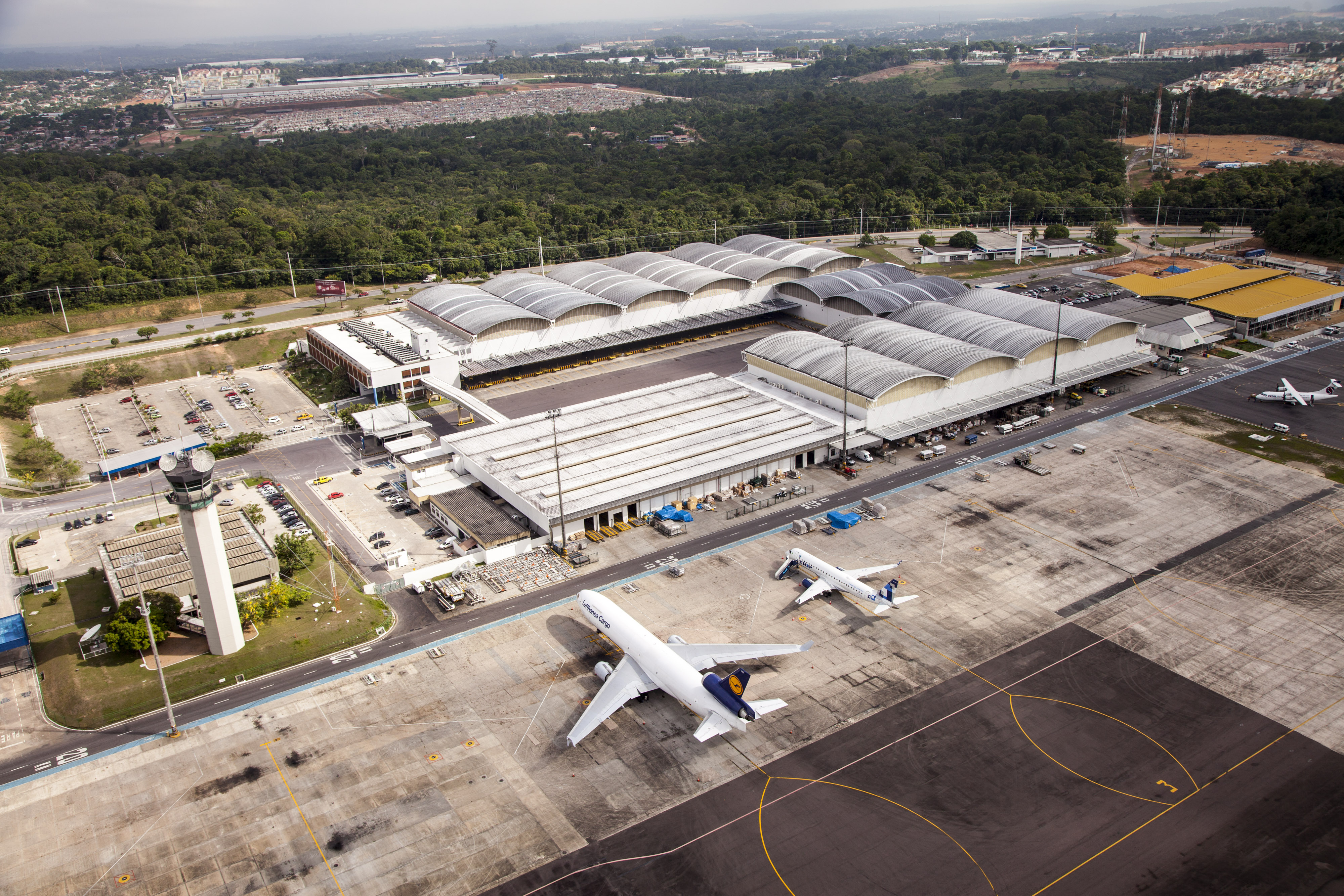
O terminal de cargas do aeroporto é o maior e o mais movimentado da rede Infraero.

O aeroporto possui 3 terminais de carga aérea. O Terminal de Carga Aérea I (TECA I) foi inaugurado em 1976, juntamente com o aeroporto, sendo destinado para movimentação de mercadorias produzidas na Polo Industrial de Manaus; o Terminal de Carga Aérea II (TECA II), inaugurado em 1980, movimenta cargas de exportação e o Terminal de Carga Aérea III (TECA III) inaugurado em 2004, está dedicado ao movimento de carga de importação.
O Teca de Manaus é o maior complexo de logística de carga da Rede Infraero e o mais movimentado do país. Em 2017, o aeroporto ficou em primeiro lugar com um movimento total de 112 569 toneladas, o que equivale a 22,75% de todo o movimento da rede Infraero.
No primeiro semestre de 2017, o Terminal de Logística de Carga do Aeroporto Internacional de Manaus registrou o maior aumento bruto na movimentação de mercadorias da Rede Infraero. Os números apontam um crescimento de 31% na tonelagem de cargas movimentadas, nas áreas de importação e exportação. De janeiro a junho, foram processadas cerca de 15 mil toneladas de mercadorias, 3.600 mil a mais que o volume do ano passado.
Nos últimos anos, o complexo logístico de Manaus recebeu uma série de investimentos, com três melhorias em destaque: um trans-elevador para expandir o sistema de armazenamento de cargas verticalizadas de importação, que atende exclusivamente as empresas habilitadas no regime da Linha Azul; um sistema para movimentação e armazenagem de paletes aeronáuticos; e a completa automatização do processo de pesagem de cargas destinadas à importação e exportação, responsável por um ganho operacional de cerca de 30% nas atividades do Teca. Além disso, a área de importação teve sua capacidade de processamento de volumes ampliada de 3 mil toneladas/mês para 30 mil toneladas/mês.

## Concessão à iniciativa privada
• No dia 7 de Abril de 2021, o Presidente da República Jair Messias Bolsonaro, junto com o Ministério da Infraestrutura, concederam o terminal por 30 anos à iniciativa privada, através da empresa Vinci Airports, considerada a maior operadora de aeroportos privados do mundo. A concessionária pagou R$ 420.000.000,00 por 7 terminais do norte do Brasil, denominado de Bloco Norte. Dentre o estabelecido no contrato, está a reforma do atual terminal e também a ampliação.
• No dia 20 de Abril de 2021, o presidente do STJ (Superior Tribunal de Justiça), Humberto Martins, retirou o Aeroporto Internacional Eduardo Gomes, em Manaus, do leilão do bloco de concessões realizado pelo governo federal em 7 de abril. O terminal foi arrematado pela francesa Vinci Airports.
• No dia 26 de Abril de 2021, o presidente do Supremo Tribunal Federal, Luiz Fux, deferiu pedido de suspensão de tutela provisória para restabelecer o andamento da licitação regida pelo edital de leilão 1/2020 da Agência Nacional de Aviação Civil, com a inclusão do aeroporto de Manaus no bloco norte da 6ª rodada de leilões de aeroportos. Fux atendeu pedido da União para sustar decisões do Superior Tribunal de Justiça e do Tribunal Regional Federal 1ª Região que haviam determinado a retirada do terminal manauara da rodada de leilão.
• Nos primeiros minutos do dia 11 de janeiro de 2022, a Vinci Airports finalmente assumiu as operações do Aeroporto de Manaus, através do mencionado Contrato de Concessão com duração de 30 anos, assinado com a ANAC - Agência Nacional de Aviação Civil, passando a ser chamado a partir de então pelo nome fantasia de MANAUS AIRPORT.

## Estatísticas
Ver a consulta original do Wikidata.
| Ano  | Total de Passageiros | % diferença | Movimento de aeronaves | % diferença | Passageiros Internacionais |
| 2003 | 1.241.462            | Estável     | 33.427                 | Estável     | 36.427                     |
| 2004 | 1.368.968            | 10.2%       | 31.273                 | 6.4%        | 35.229                     |
| 2005 | 1.508.022            | 10.1%       | 31.470                 | 0.6%        | 44.587                     |
| 2006 | 1.689.817            | 12%         | 33.785                 | 7.3%        | 85.867                     |
| 2007 | 2.063.872            | 22.1%       | 44.303                 | 31.1%       | 97.035                     |
| 2008 | 2.021.668            | 2%          | 44.823                 | 1.1%        | 125.167                    |
| 2009 | 2.300.022            | 13.7%       | 45.852                 | 2.2%        | 150.365                    |
| 2010 | 2.688.623            | 16.8%       | 52.505                 | 14.5%       | 159.624                    |
| 2011 | 3.019.426            | 12.3%       | 56.298                 | 7.2%        | 163.604                    |
| 2012 | 3.131.150            | 3.7%        | 57.575                 | 2.2%        | 183.704                    |
| 2013 | 3.077.077            | 1.7%        | 55.141                 | 4.2%        | 207.945                    |
| 2014 | 3.389.867            | 10.1 %      | 54.862                 | 0.5 %       | 239.150                    |
| 2015 | 3.258.157            | 3.8%        | 48.433                 | 11.7%       | 206.042                    |
| 2016 | 2.651.452            | 18.6%       | 37.951                 | 21.6%       | 119.106                    |
| 2017 | 2.645.205            | 0,24%       | 37.030                 | 2,43%       | 109.523                    |
| 2018 | 2.827.615            | 6,90%       | 39.199                 | 5,86%       | 127.442                    |
| 2019 | 3.073.231            | 8,69%       | 40.120                 | 2,35%       | 124.755                    |
| ---- | -------------------- | ----------- | ---------------------- | ----------- | -------------------------- |

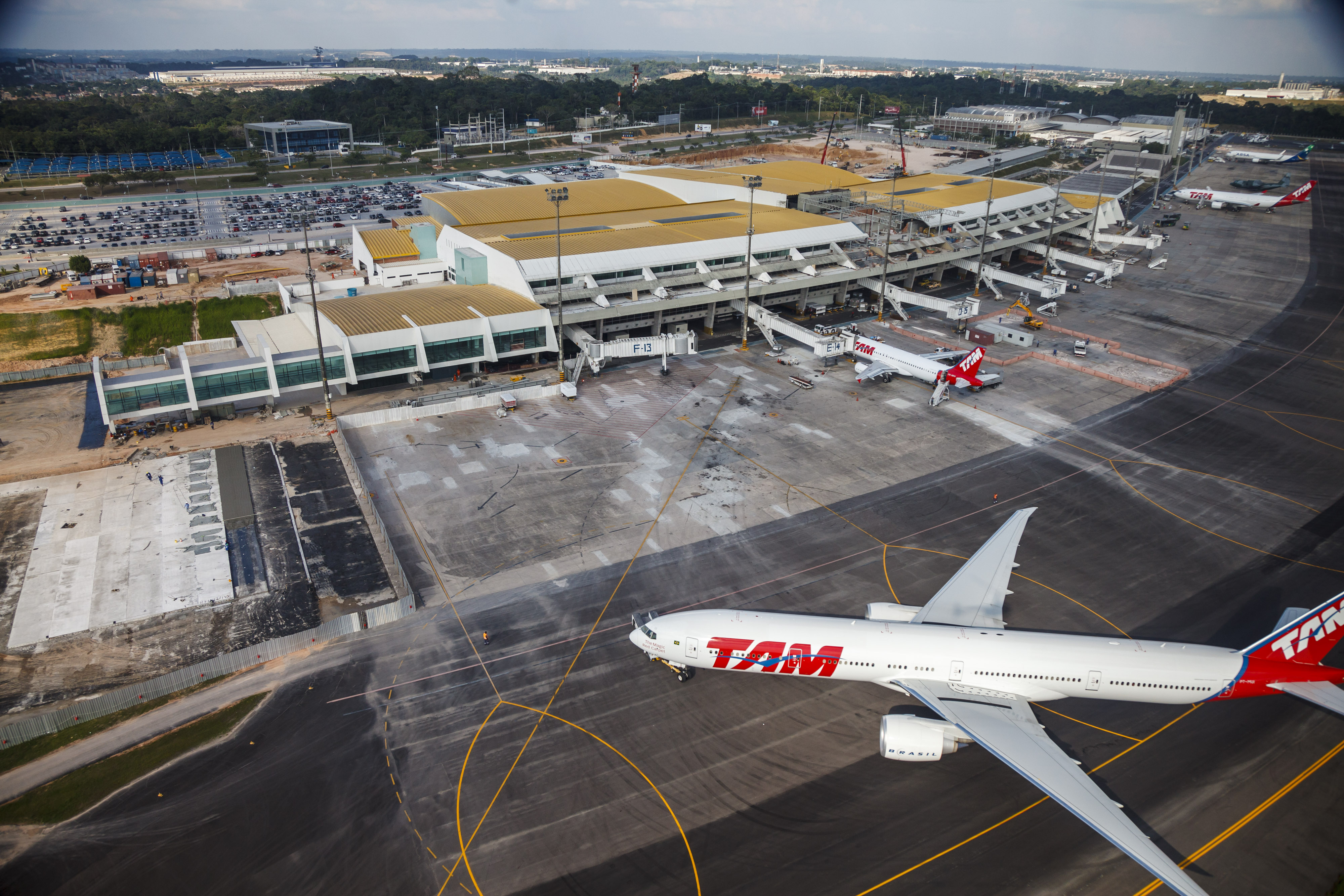
Boeing 777 da LATAM no aeroporto.

O aeroporto registrou aumento de 45% no fluxo de passageiros durante a Copa de 2014. No período de 6 a 25 de junho – período de movimentação da primeira fase da Copa – aproximadamente 260 mil pessoas passaram pelos terminais de passageiros do Aeroporto Internacional de Manaus/Eduardo Gomes (AM). Este número representa um aumento de 45% em relação ao mesmo período do ano passado, e o terminal manauara atendeu com tranquilidade a demanda do período.
Em média, foram 11 mil passageiros embarcando e desembarcando diariamente no Aeroporto de Manaus, equacionados em 200 voos diários ligando a capital manauara a diversos pontos do Brasil e do mundo. O quantitativo de passageiros internacionais ganhou destaque nesse período. Aproximadamente 60 mil passageiros internacionais embarcaram e desembarcaram em Manaus, que representa um aumento de 500% em relação ao mesmo período do ano passado, quando foram registrados cerca de 10 mil passageiros. Os passageiros de destinos nacionais que passaram pelo Aeroporto de Manaus foram cerca de 200 mil pessoas, um aumento de 25% em relação ao mesmo período do ano passado (160 mil pessoas).
Ao todo, foram realizados 3,7 mil voos, incluindo voos regulares, fretados e executivos, além de táxis aéreos, helicópteros e voos militares durante o Mundial. Este número representa um aumento de 25% no número de operações de pousos e decolagens em relação ao mesmo período do ano passado. A quantidade de voos domésticos passou de 2,7 mil em 2013 para 3 mil no período de 6 a 25 de junho de 2014, um aumento de 15%. Já os voos internacionais aumentaram 50%: em 2013, foram realizados 350 e, em 2014, 700. Tudo isso justificado pela realização da Copa do Mundo em Manaus, que recebeu o último jogo no dia 25 de junho. Segundo dados da American Airlines, o voo Manaus - Miami era o terceiro voo mais lucrativo da companhia no Brasil.

## Pouso de aeronaves emblemáticas
Airbus A350

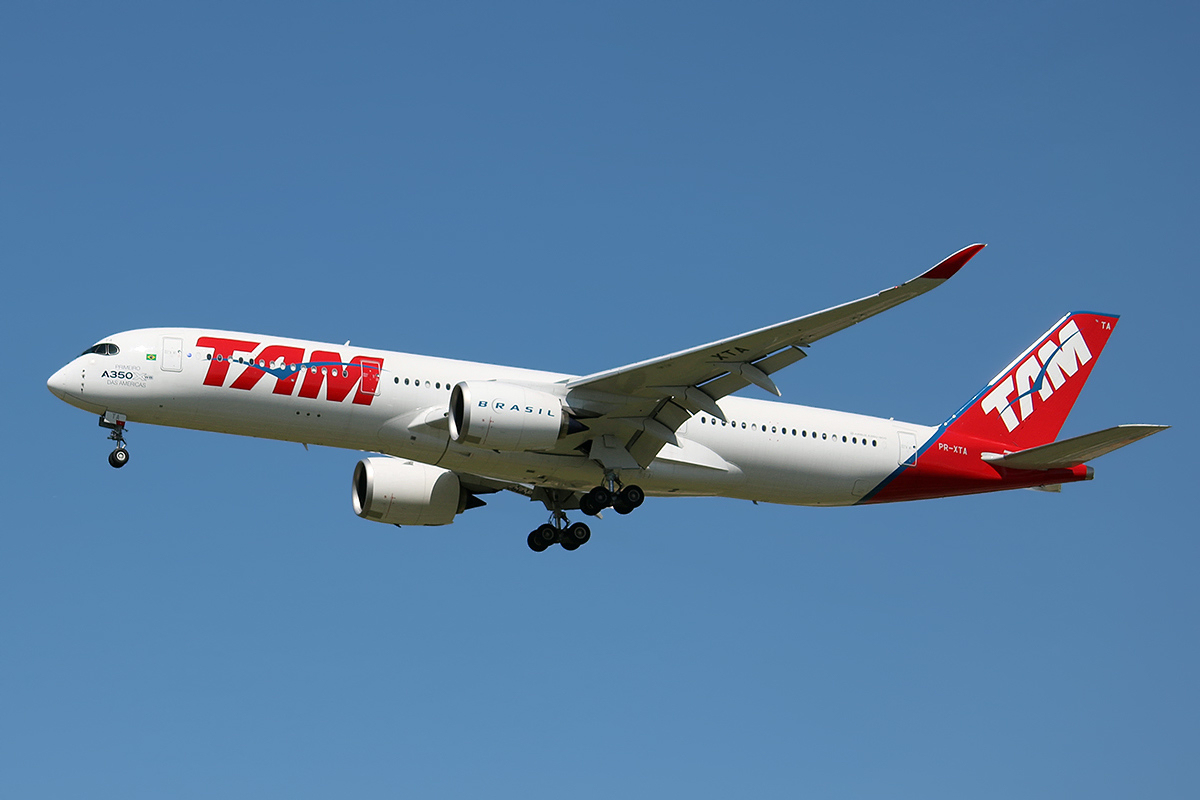
O primeiro Airbus A350 que operou no Aeroporto Internacional de Manaus.

O primeiro pouso do Airbus A350 ocorreu em 25 de janeiro de 2016, operado pela empresa brasileira LATAM Airlines Brasil, procedente de São Paulo, em seu primeiro voo comercial no Brasil. Os passageiros participaram deste marco da aviação mundial, usufruindo de uma viagem mais silenciosa e com mais conforto, incluindo iluminação que auxilia na redução do efeito do jet lag, janelas panorâmicas e bagageiros mais espaçosos para os pertences de mão. A aeronave prefixo PR-XTA, que operou o voo JJ3408, foi recepcionada por jatos de água no Aeroporto Internacional de Manaus.
O Airbus A 350 tem capacidade para 348 passageiros (30 lugares na Classe Executiva e 318 na Classe Econômica), sendo a segunda maior aeronave para transporte de passageiros em operação no aeroporto, que atualmente recebe o Boeing 747-8F, a segunda maior aeronave cargueira do mundo.
Para garantir a fluidez das operações com a nova aeronave, a Infraero, por meio das áreas de Gestão Operacional, Segurança, Manutenção e Segurança Operacional, acompanhou os voos de avaliação operacional do A350 XWB. Essas operações fizeram parte do extenso processo de homologação desse avião junto à Agência Nacional de Aviação Civil (ANAC), já que se trata de um modelo de aeronave inédito no Brasil. Desde 16 de janeiro de 2015 que o Aeroporto Internacional de Manaus conta com a certificação operacional expedida pela ANAC que autoriza o terminal a receber regularmente pousos e descolagens de aeronaves compatíveis com o código de referência 4E (MD-11, Boeing 777, 747-4) ou inferior, permitidas ainda as operações do Boeing 747-8F.

## Acidentes e incidentes

### Voo Transbrasil 801
Em 21 de março de 1989, um Boeing 707 cargueiro, operado pela empresa brasileira Transbrasil, realizava o voo 801 partindo de Manaus para Guarulhos, na Grande São Paulo. Ao aproximar-se do Aeroporto Internacional de Guarulhos, a aeronave perdeu sustentação e caiu minutos antes do pouso. O acidente deixou 25 mortos, entre tripulantes e moradores.
Segundo apuração da época, atribuiu-se a causa do acidente à falha humana – a tripulação teria cometido um erro de cálculo e aberto o spoiler. A pista de pouso do aeroporto seria fechada ao meio-dia para manutenção e, com isso, a tripulação procurou acelerar os procedimentos para conseguir pousar antes do fechamento. Com isso, a aeronave foi perdendo altitude e sustentação e acabou por colidir com casas e um prédio baixo nas imediações do aeroporto, arrastando-se na área de um terreno ocupado por favelas do Jardim Ipanema. No momento da queda, a aeronave contava com aproximadamente quinze mil litros de combustível e incendiou-se imediatamente. Estava carregada com 26 toneladas de equipamentos eletrônicos provenientes do Polo Industrial de Manaus, que ficaram totalmente destruídos.

### Voo Rico 4815

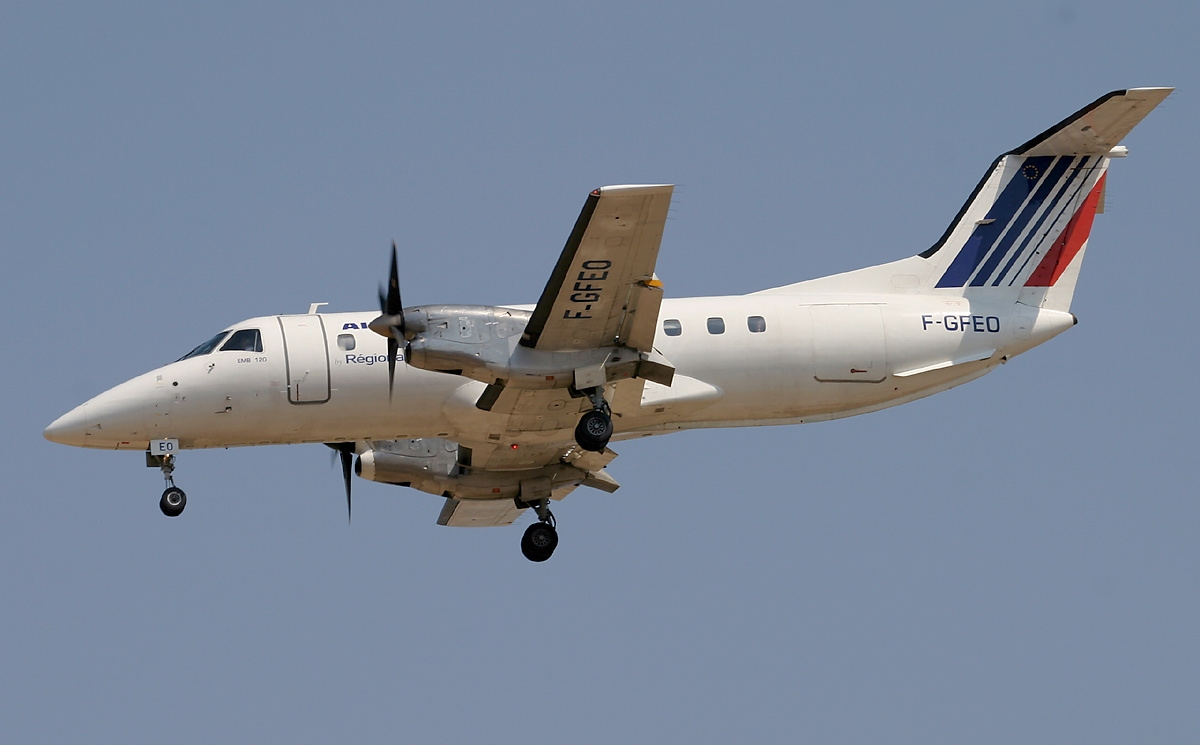
Um EMB 120 operado pela Air France, similar ao envolvido no acidente em Manaus.

Em 14 de maio de 2004, um Embraer EMB 120, popularmente conhecido como Brasília, operado pela empresa brasileira Rico Linhas Aéreas, caiu enquanto se preparava para pousar no Aeroporto Internacional de Manaus. Todos os 33 passageiros e tripulantes a bordo da aeronave morreram.
O Brasília havia partido de Manaus e seguido para Tefé. De lá prosseguiu para São Paulo de Olivença, foi para Tabatinga, retornou para Tefé para, em seguida, voltar à Manaus. O último contato do Voo 4815 com a torre do aeroporto de Manaus ocorreu por volta das 18:20 horas (UTC-4), quando o piloto avisou que pousaria dentro de 18 minutos. A aeronave foi localizada na madrugada do dia seguinte, 15 de maio, por um helicóptero da Aeronáutica a cerca de 16 km da cabeceira da pista do aeroporto.

### Voo Gol 1907

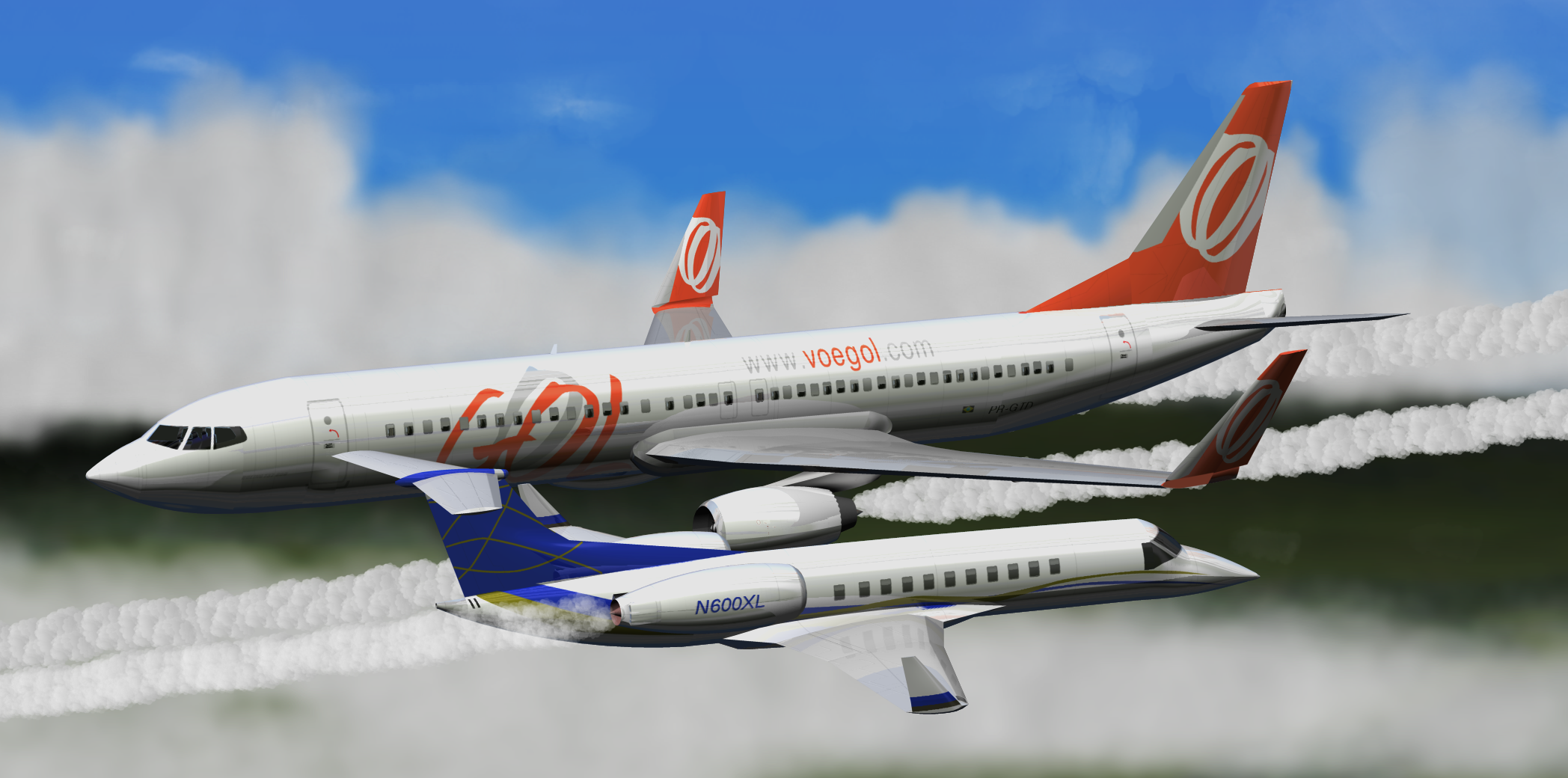
Imagem computadorizada da colisão. O winglet esquerdo do Legacy cortou mais da metade da asa do Boeing 737.

Em 29 de setembro de 2006, um Boeing 737-800, operado pela empresa brasileira Gol Linhas Aéreas Inteligentes, realizava o voo 1907 de Manaus para o Rio de Janeiro, com escala técnica no Aeroporto Internacional Juscelino Kubitschek, em Brasília. Enquanto sobrevoava o estado do Mato Grosso, o Boeing 737-800 chocou-se frontalmente com um Embraer Legacy 600, perdendo inicialmente cerca de um terço da asa esquerda e ficou incontrolável aos pilotos. A aeronave entrou em mergulho, vindo a ter separação estrutural em voo antes de atingir o solo, em meio à selva amazônica. Não houve sobreviventes. Enquanto o Legacy, apesar de ter sofrido danos graves na sua asa e estabilizador horizontal esquerdo, pousou em segurança com seus sete ocupantes não lesionados na Base Aérea do Cachimbo.

### Incidentes
- Em 14 de julho de 2006, um Boeing 707 cargueiro da Skymaster Airlines executou um pouso de emergência no aeroporto. Após sobrevoar a cidade por mais de uma hora, a torre de controle confirmou que o trem-de-pouso dianteiro não havia descido. A aterrissagem “de nariz” foi bem sucedida e o avião permaneceu por cerca de 4 horas na pista até que a carga embarcada fosse removida e o trem-de-pouso abaixado, possibilitando sua retirada da pista.[39]
- Em 26 de março de 2009, fragmentos de um dos motores de uma aeronave cargueira modelo DC 10, de empresa colombiana, que partiu do Aeroporto Internacional de Manaus, em direção a Bogotá, na Colômbia, caíram sobre a Zona Norte de Manaus, atingindo pelo menos 16 casas. Ninguém ficou ferido.[40]
- No dia 15 de Junho de 2019, um ATR 42 da MAP Linhas Aéreas realizou um pouso de emergência no aeroporto após apresentar problemas durante a subida do avião. Dos 34 passageiros a bordo, apenas 2 ficaram com ferimentos leves.

## Aeronaves abandonadas
| Prefixo | Aeronave     | Cia. aérea                    |
| ------- | ------------ | ----------------------------- |
| PP-VMM  | Boeing 737   | Rico Linhas Aéreas            |
| PR-RLA  | Boeing 737   | Rico Linhas Aéreas            |
| PP-BRI  | Boeing 707   | BETA Cargo                    |
| PP-BEM  | Douglas DC-8 | BETA Cargo                    |
| PP-BET  | Douglas DC-8 | BETA Cargo                    |
| PP-TPC  | Douglas DC-8 | Transportes Charter do Brasil |
| PR-GPT  | Douglas DC-8 | Cargo Promodal                |